# ライプツィヒ歌劇場
ライプツィヒ歌劇場（独: Opernhaus Leipzig）は、ドイツ・ライプツィヒにあるヨーロッパ最古の歌劇場の一つ。現在、ウルフ・シルマーが音楽監督を務める。

## 沿革

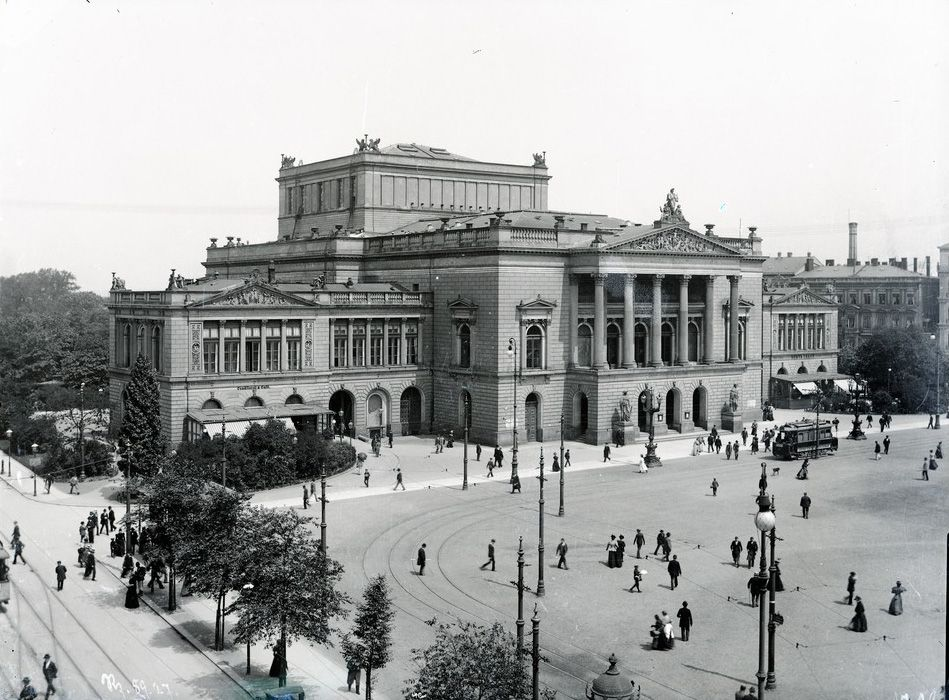
ライプツィヒ歌劇場の前身である新劇場は、第二次世界大戦中の空襲で破壊されました。

1693年創設。ドイツではハンブルク歌劇場と並び最も古い歴史を有する、ヨーロッパ全体でも創設最古のオペラハウスの一つ。
第二次世界大戦下の1943年12月のライプツィヒ大空襲により創設当初の建物は全壊したが、ドイツ民主共和国時代の1960年に再建され、フランツ・コンヴィチュニー指揮のヴァーグナー『ニュルンベルクのマイスタージンガー』で劇場が再開された。

## 組織
歌劇場専属のオーケストラを持たず、伝統的にライプツィヒ・ゲヴァントハウス管弦楽団が器楽演奏を担当する。ただしゲヴァントハウス管弦楽団の多人数ローテーションに拠っているため、オペラ公演とオーケストラコンサートとは常時並行して稼働している。

## 音楽監督
歴代の音楽監督には、19世紀にはアルトゥル・ニキシュ、グスタフ・マーラーなどがおり、以後現代にはミハイル・ユロフスキ、リッカルド・シャイーなどがいる。2007年に歌劇場は改装され、ヴァーグナーの『リエンツィ』が改装後の再開公演として演奏された。

## ギャラリー

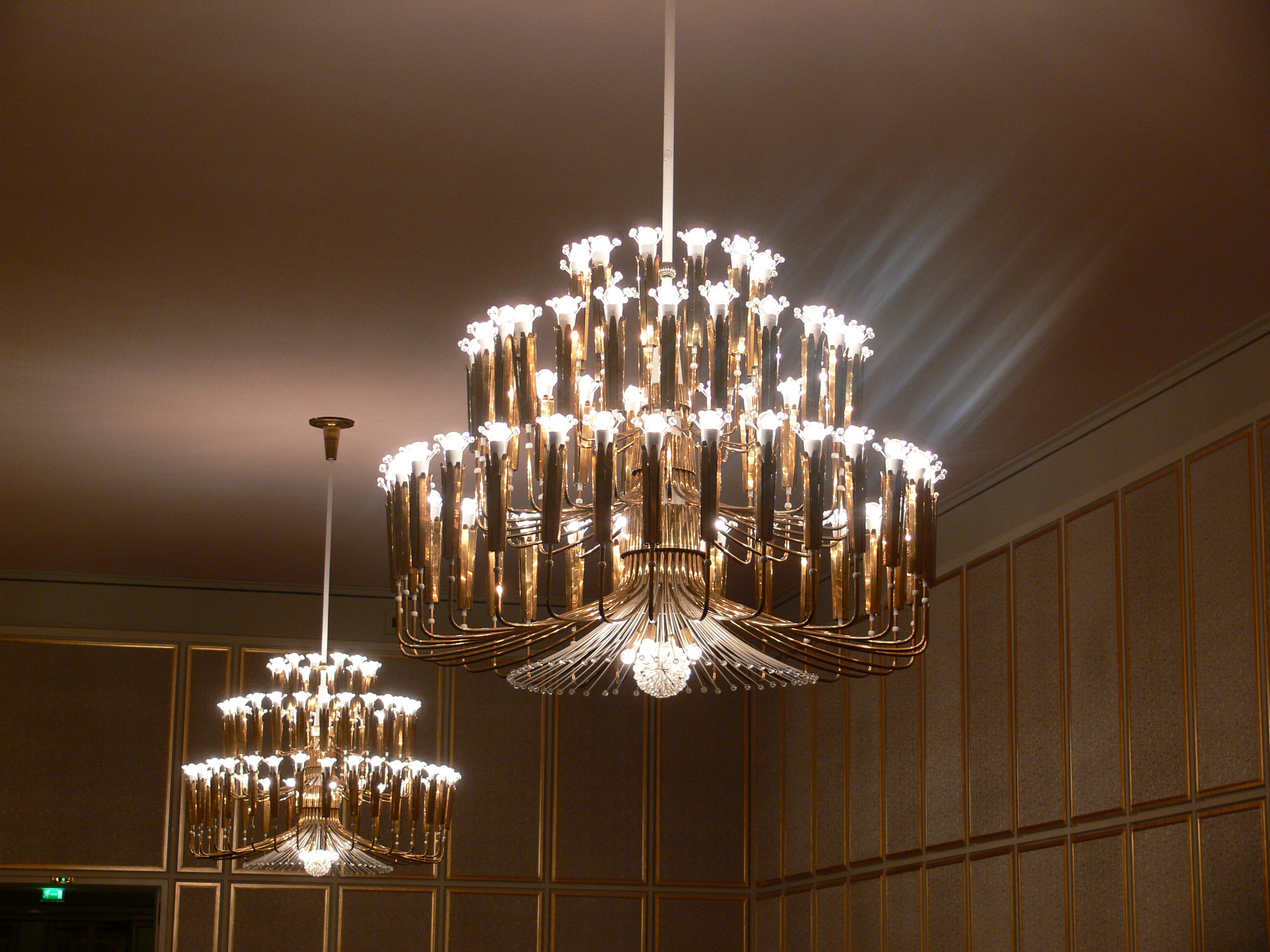
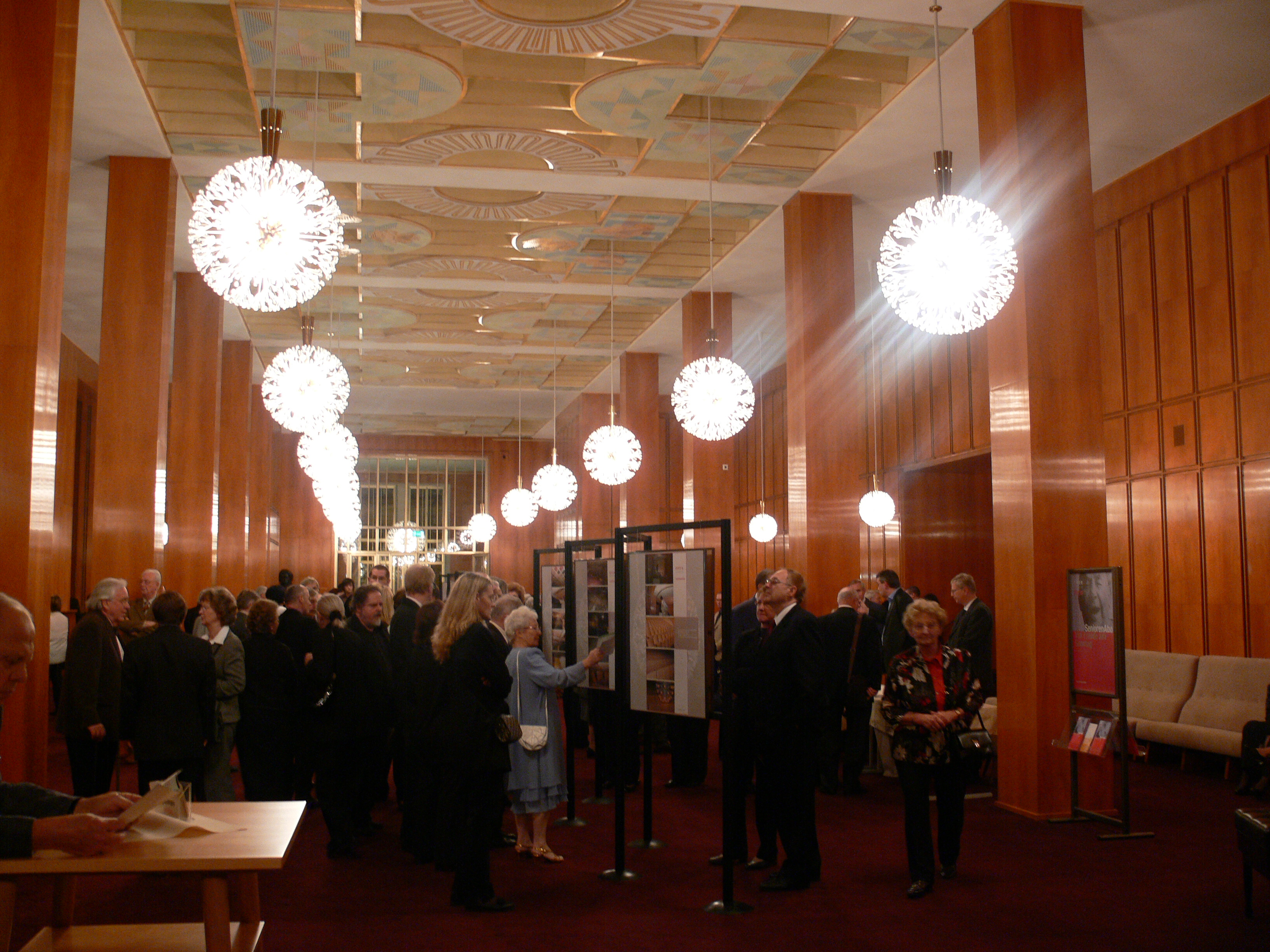
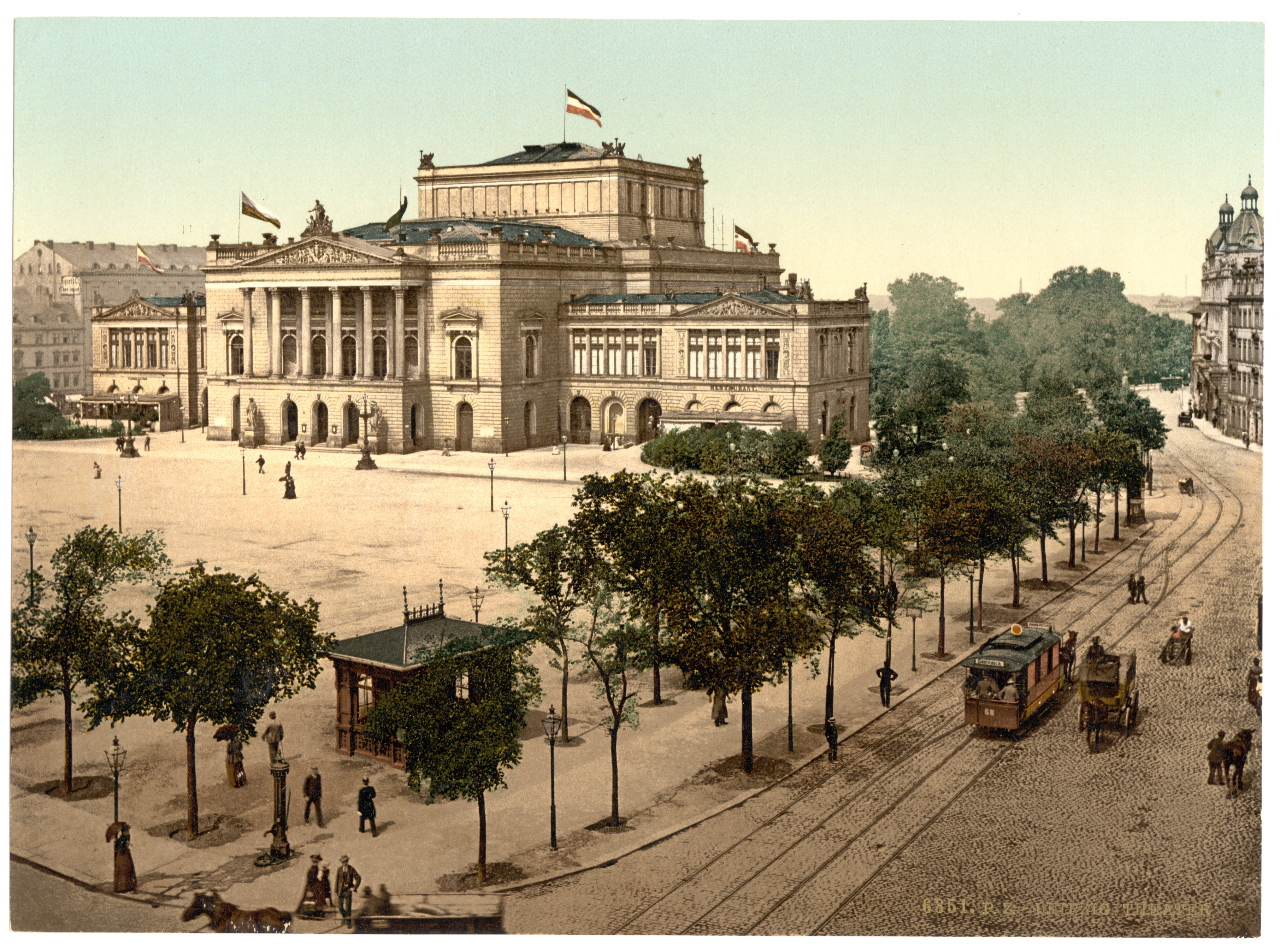
戦前の「新劇場」（1900年）。空襲で全壊し、廃墟は1950年代に解体された